# 戸狩聡希
戸狩 聡希（とがり としき、1990年6月26日 - ）は、愛知県出身の元野球選手。

## 来歴・人物
豊川市立東部中学校ではボーイズリーグのオール豊川に所属。高校は常葉菊川高校へ進学。2年春には一学年上の田中健二朗らと共に第79回選抜大会にて初優勝、2年夏の第89回全国高等学校野球選手権大会では、広陵高校に敗れ全国ベスト4。3年春の第80回選抜高等学校野球大会では3回戦で千葉経済大附に敗れた。エースとして迎えた3年夏の第90回全国高等学校野球選手権記念大会では準優勝に導いた。
高校卒業後はヤマハへ入社。同社野球部にて、入社2年後に選手起用されたものの、左肘が故障。2014年の都市対抗野球大会では一時的な回復を見せたが、2016年に再発。所属部が社会人野球大会にて初優勝を果たす中、戸狩はベンチ入りもできず、同年中に退部。
2017年2月11日にBCリーグの適性検査で不合格となり、直後のドラフト会議でも指名されないまま引退。球界を去った。